# Al-Istiqsa
Al-Istiqsa, ou plus complètement Kitab al-Istiqsa li-Akhbar duwwal al-Maghrib al-Aqsa, est l’une des principales œuvres de l'historien marocain Ahmad ibn Khalid al-Nasiri.

## Contenu

### Tome I
La première partie est consacrée à l'histoire de la Conquête musulmane du Maroc, puis aux États idrissides et zénètes. Cela comprend la période entre le milieu du VIIe siècle à la fin du Xe siècle.

### Tome II
La seconde partie de l'ouvrage porte sur l'histoire des dynasties des Almoravides et des Almohades, entre le début du XIe siècle et la fin du xIIIe siècle.

### Tome III
La troisième partie traite de l'histoire de l'État mérinide, depuis la fin du XIIIe siècle jusqu'au milieu du XIVe siècle.

### Tome IV
Cette partie est consacrée aux Saadiens entre le milieu du XIVe siècle et le milieu du XVIIe siècle.

### Tome V
Dans la cinquième et dernière partie, l'auteur traite de l'histoire de la dynastie des Alaouites, depuis le milieu du XVIIe siècle jusqu'à la fin du XIXe siècle.

## Traduction
Les Archives Marocaines, publication de la section sociologique de la direction des Affaires indigènes de la Résidence générale de la République française au Maroc, ont publié entre 1906 et 1936 une traduction française de l'ouvrage, en commençant par la partie correspondant à la période 1631-1894 (traduite par l'interprète Eugène Fumey). Ont ensuite été publiées la traduction du début de l'ouvrage et celle de la partie concernant les Idrissides, par Alfred Graulle (1923 et 1925), celle par Georges Séraphin Colin de la partie concernant les Almoravides (1925), celle par Ismaël Hamet des parties concernant les Almohades et les Mérinides (1927 et 1934) et celle par Mahammed en-Nâcîri, fils de l'auteur, de la partie concernant les Saâdiens entre 1509 et 1609 (1936).
[PDF] Ahmed ben Khâled Ennâsiri Esslâoui. (trad. de l'arabe par Eugène Fumey), Kitâb Elistiqsâ li-Akhbâri doual Elmâgrib Elaqsâ [« Le livre de la recherche approfondie des événements des dynasties de l'extrême Magrib »], vol. IX : Chronique de la dynastie alaouie au Maroc, Paris, Ernest Leroux, coll. « Archives marocaines », 1906 (lire en ligne)
- [PDF] Aḥmad ibn Khālid Salāwī (trad. A. Graulle, préf. É. Michaux-Bellaire), Histoire du Maroc [« Kital el-Istiqça Li Akhbar Doual el-Maghrib el-Aqça »], t. 1, Paris, Librairie orientaliste Paul Geuthner, coll. « Archives marocaines (publication de la section sociologique de la Direction des affaires indigènes et du service des renseignements de la résidence générale de la République française au Maroc) » (no XXXe), 1923, 302 p. (lire en ligne)
- [PDF] Aḥmad ibn Khālid Salāwī (trad. A. Graulle, « Les Idrissides », et G. S. Colin, « Les Almoravides », préf. É. Michaux-Bellaire), Histoire du Maroc [« Kital el-Istiqça Li Akhbar Doual el-Maghrib el-Aqça »], t. 2, Paris, Librairie orientaliste Paul Geuthner, coll. « Archives marocaines (publication de la section sociologique de la Direction des affaires indigènes et du service des renseignements de la résidence générale de la République française au Maroc) » (no XXXIe), 1925, 238 p. (lire en ligne)
- [PDF] Aḥmad ibn Khālid Salāwī (trad. Ismaël Hamet), Histoire du Maroc [« Kital el-Istiqça Li Akhbar Doual el-Maghrib el-Aqça »], t. 3, Paris, Librairie ancienne Honoré Champion, coll. « Archives marocaines (publication de la section sociologique de la Direction des affaires indigènes de la résidence générale de la République française au Maroc) » (no XXXIIe), 1927, 283 p. (lire en ligne)
- [PDF] Ahmed ben Khâled Ennâsiri Esslâoui. (trad. de l'arabe par Eugène Fumey), Kitâb Elistiqsâ li-Akhbâri doual Elmâgrib Elaqsâ [« Le livre de la recherche approfondie des événements des dynasties de l'extrême Magrib »], vol. IX : Chronique de la dynastie alaouie au Maroc, Paris, Ernest Leroux, coll. « Archives marocaines », 1906 (lire en ligne)

Ont aussi été publiées des traductions d'Al-Istiqsa en espagnol, en portugais, en italien et en anglais.